# Valerie Martin
Valerie Martin (ur. 1948 w Missouri) – amerykańska pisarka, autorka popularnych powieści i opowiadań, laureatka prestiżowej nagrody Orange Prize.

## Powieści
- Set in Motion (1978)
- Alexandra (1979)
- A Recent Martyr (1987)
- Mary Reilly (1990)
- The Great Divorce (1993)
- Italian Fever (1999, wyd. pol. Włoska gorączka)
- Property (2003, wyd. pol. Własność)
- Trespass (2007)
- My Emotions (2009)